# Comitato Olimpico Venezuelano
Il Comitato Olimpico Venezuelano (noto anche come Comité Olímpico Venezolano in spagnolo) è un'organizzazione sportiva venezuelana, nata nel 1935 a Caracas, Venezuela.
Rappresenta questa nazione presso il Comitato Olimpico Internazionale (CIO) dal 1935 ed ha lo scopo di curare l'organizzazione ed il potenziamento dello sport in Venezuela e, in particolare, la preparazione degli atleti venezuelani, per consentire loro la partecipazione ai Giochi olimpici. L'associazione è, inoltre, membro dell'Organizzazione Sportiva Panamericana.
L'attuale presidente dell'organizzazione è María Soto, mentre la carica di segretario generale è occupata da Nelson Rodrìguez.

## Presidenti
I presidenti del Comitato Olimpico Venezuelano sono stati i seguenti:
| Periodo        | Nome                    |
| -------------- | ----------------------- |
| 1935—1937      | Roberto Pérez           |
| 1937—1938      | Armando Álvarez de Lugo |
| 1938—1942      | Robert J. Todd          |
| 1942—1950      | José Beracasa           |
| 1950—1954      | Julio Bustamente        |
| 1954—1974      | José Beracasa           |
| 1974—1978      | Luis Felipe Rodríguez   |
| 1978—1980      | José Beracasa           |
| 1980—19??      | Luis Felipe Rodríguez   |
| 1984—2006      | Fernando Romero         |
| 2006—2022      | Eduardo Álvarez         |
| 2022—in carica | María Soto              |